# Адаптивна цінність
Адаптивна цінність, селективна цінність — кількісний показник популяційної генетики, який характеризує середнє число нащадків, залишених організмом (або його умовним генотипом), порівняно з середнім числом нащадків у інших, конкуруючих з ним організмів чи генотипів. З точки зору цього показника, пристосованість (або непристосованість) генотипу служить кількісною мірою успіху (неуспіху) розмноження і виживання
Низка популяційних генетиків у 1950-ті роки пропонувала розрізняти адаптивну та селективну цінність, але з часом відмінності були знівельовані. Генетики у 1930-х (зокрема Голдейн) вважали селективну цінність постійним параметром кожного аллелю.
Пристосованість (позначається символом ω) є функція коефіцієнта добору (ω = 1 — s). Якщо відношення частот репродукції алелів становить 99 А : 100 а, то, s = 0,01; можемо додати до цього, що ωA = 0,99, або ωA = 99 А/100 а = 0,99.
Висока пристосованість в тому сенсі, в якому цей термін використовується в популяційній генетиці, не обов'язково має на увазі «виживання найбільш пристосованих», а синонімічний йому термін «адаптивна цінність» не обов'язково означає, що генотип, який має високу адаптивну цінність, особливо добре пристосований до свого середовища. Така ситуація можлива. Однак можливо також, що висока пристосованість, або висока адаптивна цінність, являє собою виключно результат високої плодючості. Висока пристосованість означає детермінований генетично успіх розмноження; вона не вказує на якісь певні причини цього успіху, які можуть сильно варіювати в різних випадках.
Згідно з первинною дарвінівською точкою зору, особини, що мають селективну перевагу перед іншими, краще пристосовані до критичних умов середовища, ніж ці інші особини. На відміну від цього популяційно-генетична теорія добору стверджує, що типом, який має більш високу пристосованість або селективну цінність, слід вважати той тип, який залишає більше нащадків, ніж його конкуренти, незалежно від того, пристосований він до свого середовища краще чи ні.
Уявімо, наприклад, популяцію рослин або тварин, що містить два альтернативних генотипи — А і В. Тип А добре пристосований до даного фізичного середовища, але він напівстерильний, а тип В цілком фертильний, але, будучи життєздатним, менш пристосований до даного середовища, ніж тип А. Частота типу В в порівнянні з типом А зростатиме. Тому з точки зору популяційно-генетичної концепції добору він має більш високу пристосованість, або селективну цінність.
Описаний приклад вказує і на інше відмінність між двома концепціями. Природний добір у дарвінівському розумінні являє собою механізм удосконалення адаптованості популяції. Це необов'язково зумовлено добором в популяційно-генетичному сенсі, при якому даний тип отримує перевагу тільки завдяки своєму відносному репродуктивному успіху. Репродуктивний успіх може виникати з якихось початкових адаптацій, які несподівано виявляються корисними для даної популяції, проте він може також бути пов'язаний з ознаками, які, подібно до соціального паразитизму, дають перевагу особинам, які мають їх, але згубні для популяції.